# Siderúrgica de Occidente
 Siderúrgica del Occidente S.A.S es una empresa siderúrgica de Colombia, dedicada a la fabricación y comercialización de productos de acero para la construcción. 
En Sidoc se realiza labores de acopio y procesamiento de chatarra para la fabricación de acero. 
En 2023 le aportó al país 264.592 toneladas de acero.

## Historia
Fue fundada en 1964 bajo la denominación de Fundete S.A. la empresa paso por dificultades económicas y en 1987 fue compradas por Gustavo López y Maurice Armitage. En 1989 cambió su nombre a Siderúrgica del Occidente. 
En 1990 ofrecio ayuda en la chatarrización de las armas entregadas por el Movimiento 19 de abril (M-19) tras el proceso de paz.
En 2012 entra al negocio del Cemento con la construcción de la Cementera de San Marcos.